# Шодо
Шодо (фр. chaudeau, chaudau від фр. chaude eau — «гаряча вода») — солодкий яєчний соус або безалкогольний напій, традиційний десерт французької і карибської кухні. Своєю назвою зобов'язаний класичному способу приготування із обов'язковим використанням водяної бані.

## Історія
За однією версією, шодо був відомий ще з часів Середньовіччя до того, як французи запозичили італійський соус сабайон. Вважається, що за давньою традицією французькі дівчата готували його для своїх наречених перед весіллям. На користь цієї версії говорить те, що саме під цією назвою французький соус потрапив до австрійської кухні, де також став досить популярним. В українську кухню на початку XX століття шодо пробувала ввести знана кулінарка Ольга Франко, яка навчалася на віденських кулінарних курсах, однак цей десерт так і не став набуттям масової культури українців.
За іншою версією, шодо — це той самий італійський сабайон, тільки під питомо французькою назвою. Це підтверджується тотожністю рецептів обох страв, а також тим, що у сучасній французькій кулінарії шодо в своєму класичному вигляді невідомий, натомість там добре знаний оригінальний сабайон. Проте шодо у дещо зміненому вигляді притаманний карибській кухні, зокрема поширений у Гваделупі. Показово, що в сучасному вигляді шодо подають, як і в давнину, з нагоди веселих свят: весілля, хрестин, першого причастя.

## Приготування

### Класичний алкогольний шодо
В оригіналі являє собою густий соус, який також можна розглядати як легкий рідкуватий крем. Для приготування шодо обов'язково необхідні яйця, вино і цукор. Інколи яйця замінюють жовтками або комбінують жовтки і цілі яйця. Замість цукру можна використати цукрову пудру. Вино для шодо зазвичай беруть біле, особливо смачним виходить цей десерт із використанням шампанського. Зрідка використовують рожеве або червоне вино. Крім того, ароматизаторами для шодо можуть виступати шері, коньяк, кориця, лимонна цедра.
Найпростіший спосіб приготування шодо полягає у збиванні яєць (жовтків) з цукром, після чого до суміші додають вино і нагрівають її на водяній бані, не доводячи до кипіння і продовжуючи збивати. Готовий десерт повинен добре пінитися і мати густу консистенцію. Складніший варіант приготування полягає в роздільному збиванні яєць з цукром і вина з невеликою кількістю того ж самого підсолоджувача, після чого ці суміші з'єднують, продовжуючи збивати на водяній бані. Знявши з водяної бані, шодо ще трохи збивають (до 5 хвилин), а потім негайно подають на стіл.
Традиційно шодо подають у скляних креманках, як правило, посипаючи сухим печивом або бісквітом. Також шодо може слугувати своєрідним соусом до солодкої випічки.

### Сучасний безалкогольний шодо
Цей варіант десерту виглядає як густий і поживний напій, дуже схожий на гоголь-моголь. Основою для його приготування служать яйця і молоко, які збивають із додаванням мускатного горіха або ванілі. Також в карибському шодо часто використовують сік лайма для покращення смаку. Під час збивання продукти підігрівають для того, щоб отримати густішу консистенцію. Готовий напій подають до випічки (як правило, до солодкого хліба, торту «Монблан») або гарячим, або охолодженим.